# 東望洋燈塔
東望洋燈塔（葡萄牙語：Farol da Guia，俗稱：松山燈塔），是一座位於澳門東望洋山山頂上的燈塔，是東望洋炮台的一部分，亦是東望洋山三大名勝古蹟之一。1994年，東望洋燈塔獲評為澳門八景之一，並在2014年作為澳門歷史城區的部分被列入世界文化遺產名錄內，於2017年被列入中國工業遺址名錄當中。
自2013年澳門特區政府廢止《外港及新填海區都市規劃章程》及《南灣重整細則章程》兩項對當地世界遺產有保護作用的訓令起，東望洋燈塔的景觀便一直遭受破壞，澳門在經濟高速發展和房地產市場熾熱下，大量新興建的樓宇在不同程度上破壞了包括東望洋燈塔在內的文物建築的環境與景觀。現時燈塔已被山下多座高樓包圍，且有更多高樓項目將會進一步破壞燈塔的景觀，澳門政府的處理手法亦受到市民及學者的批評。美國史丹佛大學教授陳明銶和澳門大學教授余永逸評論，東望洋燈塔的案例證明了澳門政府忽視了在城市規劃中對文化遺產的保護。

## 特色
東望洋燈塔有白色的外牆，帶著黃色的線條點綴。燈塔建築是一個圓柱形結構，底部直徑為7米往上收分為5米，內部共分三層，有一坐迴旋梯連接垂直空間。燈塔總高15米，塔頂設置了全球僅有兩盞、製造的工廠早已停產的巨型水晶射燈，其射程可達16海浬之遠。燈塔旁邊設有一座具17世紀葡萄牙修院特色的聖母雪地殿教堂。燈塔的所在地面位置之座標值，為澳門於世界地圖上之地理定位。

## 歷史
東望洋燈塔始建於1864年（清同治三年），由土生葡人加路士·維森特·羅扎所（-{Carlos Vicente Da 
Rocha}-）設計，於1865年9月24日正式開始運作。東望洋燈塔是中國沿海地區最古老的現代燈塔，是澳門的象徵。1992年，東望洋燈塔被評選為「澳門八景」之一，並於2005年作為澳門歷史城區的部分被列入《世界遺產名錄》。
燈塔最初以一盞火水燈發光。1874年，燈塔在甲戌風災中受損，於1894年重修完成，1910年加入光学稜鏡為運作，1975年改為電動轉動。1992年，東望洋燈塔被評選為「澳門八景」之一。

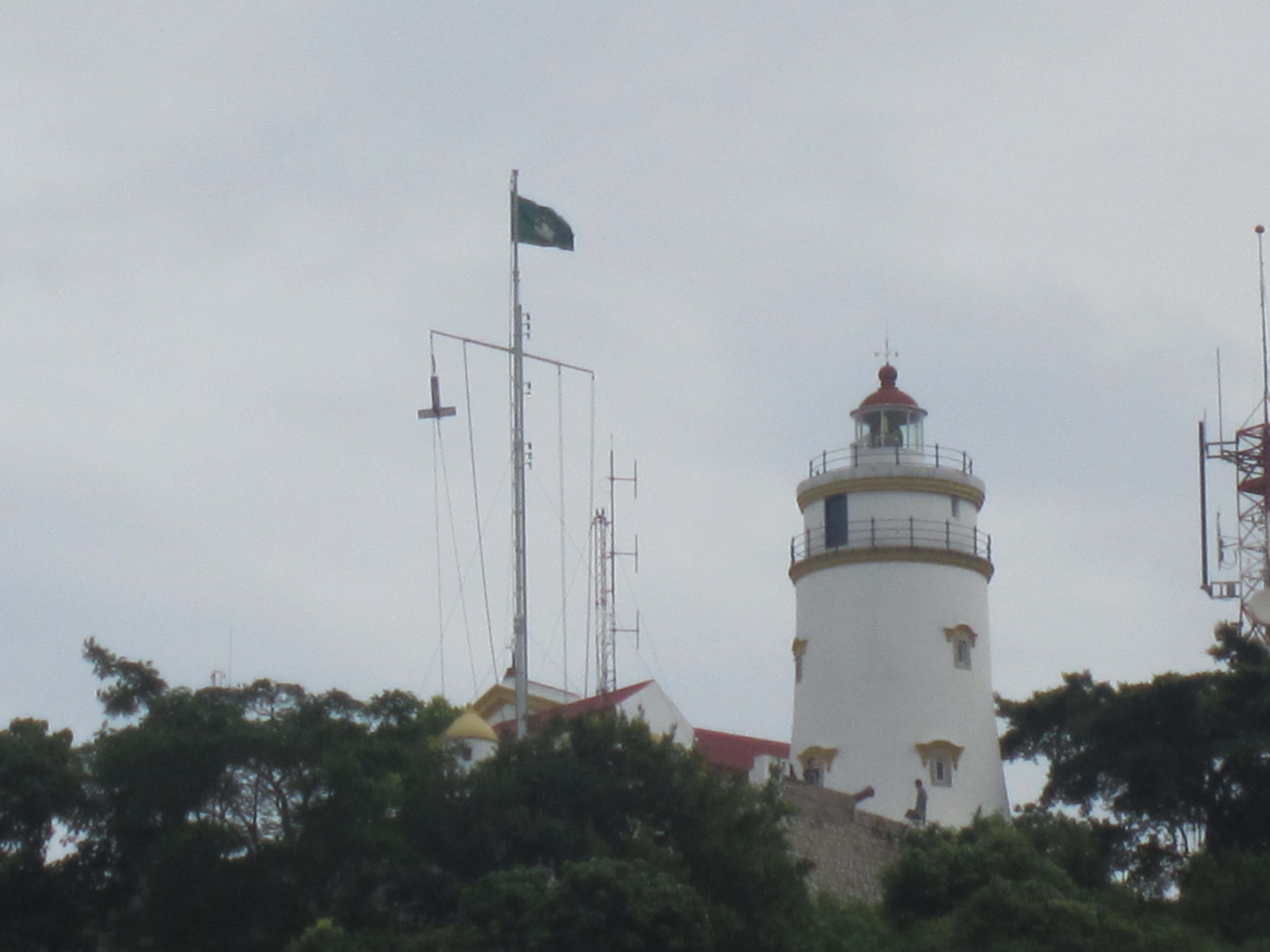
東望洋燈塔悬挂三號風球，摄於2010年9月。

在雷達還未普及之前，東望洋燈塔是進入珠江的地標。現今燈塔已改由現代化照明系統，仍為航海人士服務。由於地勢高，燈塔亦被用作懸掛颱風訊號和燈號，向公眾發放風暴消息；直到2023年，海事及水務局宣布為保人員安全，宣布不會在九號或以上風球發出後派人懸掛風球信號和夜間燈號，這就意味在燈塔懸掛九號和十號風球已經成為歷史。

## 景觀危機
澳門在經濟高速發展和房地產市場熾熱下，大量新興建的樓宇在不同程度上破壞了當地世遺景點的環境與景觀。現時松山上的東望洋燈塔已被山下多座高樓包圍，若未來各種未建成的高樓項目被完成，其景觀將會進一步被破壞。與澳門以外不少採取限制景區建築物高度，以保育景區的原始景觀風貌的景區相比，屢次製造超高樓問題的澳門政府被批評反之而行，違反市民保護世遺景觀的期望。美國史丹佛大學教授陳明銶和澳門大學教授余永逸評論，東望洋燈塔的案例證明了澳門政府忽視了在城市規劃中對文化遺產的保護。
2007年，澳門居民致函聯合國教科文組織，指出包括中聯辦大樓在內的相關工程破壞世界遺產東望洋燈塔的景觀，教科文組織隨後向澳門政府發出警告，前澳門特首何厚鏵後來簽署第83/2008號行政長官批示（俗稱「限高批示」），限制東望洋燈塔周邊興建的樓宇的高度，然而與《外港及新填海區都市規劃章程》及《南灣重整細則章程》被特區政府廢除前的澳葡時期比較，高度限制實際上在澳門回歸後被全面放寬，當局被批評以限高為名，實際上是大幅放寬了燈塔範圍內2.8平方公里樓宇的高度。另外，儘管中聯辦在被抗議後作出讓步，將原計劃的99.9米降低至88米高，然而客觀結果是燈塔的景觀一樣被嚴重破壞（根據「限高批示」，中聯辦大樓所在位置的限高為90米），也導致地產發展商跟隨和仿效。
2015年，新澳門學社就世遺景點的保護提出申訴，並向聯合國教科文組織提交報告，他們以位於東望洋山下的中央人民政府駐澳門特別行政區聯絡辦公室大樓為例子，指出該大樓阻礙了東望洋燈塔的景觀。報告被遞交一年後，聯合國教科文組織發言人表示他們仍然在等待著中方的回覆。
2020年，上述對燈塔景觀破壞的行為仍未停止。當年6月份，一幅由全國政協常委廖澤雲持有的位於東方拱門旁的土地正計劃興建符合第83/2008號行政長官批示中所規限的海拔90米高的私人住宅。而文化局在回應上述行為時仍是以合符第83/2008號行政長官批示為理據，認為「未預見有必要開展遺產影響評估的工作」。此回應被批評無視燈塔景觀已被破壞的現狀，以保護燈塔景觀為目標的第83/2008號行政長官批示中所限的90米高度限制亦被指無法保護燈塔的視覺完整性和主要景觀視廊。

## 外部連結
- 澳門世界遺產
- 東望洋燈塔景觀保護行動 （页面存档备份，存于）
- 燈塔未來被建築物遮檔虛擬動畫 （页面存档备份，存于）

| 澳門歷史城區 |
| 建築 |
| 媽閣廟 \| 港務局大樓 \| 鄭家大屋 \| 聖老楞佐教堂 \| 聖若瑟修院大樓及聖堂 \| 崗頂劇院 \| 何東圖書館大樓 \| 聖奧斯定教堂 \| 市政署大樓 \| 三街會館（關帝廟） \| 仁慈堂大樓（仁慈堂博物館） \| 大堂（主教座堂） \| 大堂巷七號住宅（盧家大屋） \| 玫瑰聖母堂 \| 大三巴牌坊 \| 哪吒廟 \| 舊城牆遺址 \| 大炮台 \| 聖安多尼教堂（花王堂） \| 東方基金會會址 \| 基督教墳場（包括馬禮遜小教堂） \| 東望洋炮台（包括聖母雪地殿教堂及燈塔）（保育危機） |
| 前地 |
| 媽閣廟前地 \| 亞婆井前地 \| 崗頂前地 \| 議事亭前地 \| 板樟堂前地 \| 大堂前地 \| 耶穌會紀念廣場 \| 賈梅士前地 |
| 区内其他地点及街道 |
| 海事博物館 \| 妈阁斜巷 \| 妈阁街 \| 高楼街 \| 政府總部事務局 \| 聖若瑟教區中學第二、三校 \| 龙嵩正街 \| 亞美打利庇盧大馬路 \| 聖若瑟教區中學第四校 \| 澳門郵政局大樓 \| 聖物寶庫 \| 大三巴街 \| 天主教藝術博物館與墓室 \| 澳門博物館 \| 大炮台山 \| 花王堂街 \| 白鸽巢总站 \| 东望洋山 |